# Milan Živic
Milan Živic, slovenski smučarski skakalec, * 1. maj 1981.
Živic je bil član kluba SSK Velenje. V svetovnem pokalu je debitiral 21. marca 1998 v Planici, ko je osvojil štirinajsto mesto, kar je njegova najboljša uvrstitev v karieri. Na drugi tekmi dan kasneje je dosegel še 26. mesto. 20. decembra 1998 je z 28. mestom v Harrachovu zadnjič nastopil v svetovnem pokalu. Med letoma 2002 in 2004 je tekmoval v kontinentalnem pokalu, kjer je najboljšo uvrstitev dosegel 26. januarja 2002 v Lauschi, kjer je bil trinajsti.